# Club Deportivo Universidad de Concepción
Il Club Deportivo Universidad de Concepción è una società polisportiva cilena con sede a Concepción. La sezione calcistica milita nella Liga Chilena de Fútbol Primera División, la massima serie del calcio cileno.

## Storia
Fondato nel 1994, non ha vinto alcun titolo nazionale.

## Palmarès

### Competizioni nazionali
- Copa Chile: 2

2008, 2015
- Primera B: 1

2013

### Altri piazzamenti
- Campionato cileno:

Secondo posto: Clausura 2007, 2018
Terzo posto: Apertura 2015
- Copa Chile:

Semifinalista: 2009, 2011, 2023
- Supercopa de Chile:

Finalista: 2015
- Primera B:

Secondo posto: 2002

## Rosa 2018-2019
| N. |                     | Ruolo | Calciatore          |
| -- | ------------------- | ----- | ------------------- |
| 1  | Cile (bandiera)     | P     | Cristián Muñoz      |
| 2  | Uruguay (bandiera)  | D     | Alexis Rolín        |
| 3  | Cile (bandiera)     | D     | Hans Martínez       |
| 4  | Paraguay (bandiera) | D     | Gustavo Mencia      |
| 5  | Perù (bandiera)     | D     | Josepmir Ballón     |
| 6  | Cile (bandiera)     | C     | Alejandro Camargo   |
| 7  | Cile (bandiera)     | C     | Luis Pedro Figueroa |
| 8  | Cile (bandiera)     | A     | Patricio Rubio      |
| 9  | Cile (bandiera)     | C     | Steffan Pino        |
| 10 | Cile (bandiera)     | C     | Hugo Droguett       |
| 11 | Cile (bandiera)     | C     | Pedro Morales       |
| 12 | Cile (bandiera)     | P     | Pablo Benítez       |
| 13 | Cile (bandiera)     | P     | Álvaro Salazar      |

| N. |                      | Ruolo | Calciatore         |
| -- | -------------------- | ----- | ------------------ |
| 14 | Cile (bandiera)      | C     | Nicolás Maturana   |
| 15 | Cile (bandiera)      | A     | José Huentelaf     |
| 16 | Argentina (bandiera) | D     | Germán Voboril     |
| 17 | Cile (bandiera)      | D     | Guillermo Pacheco  |
| 18 | Cile (bandiera)      | D     | Víctor Retamal     |
| 20 | Cile (bandiera)      | C     | Francisco Portillo |
| 21 | Cile (bandiera)      | C     | Fernando Manríquez |
| 22 | Cile (bandiera)      | A     | Nicolás Orellana   |
| 23 | Argentina (bandiera) | A     | Guido Vadalà       |
| 25 | Cile (bandiera)      | A     | Walter Ponce       |
| 26 | Cile (bandiera)      | C     | Claudio Navarrete  |
| 27 | Paraguay (bandiera)  | A     | Luis Riveros       |
| 32 | Cile (bandiera)      | C     | Antonio Ramírez    |

## Giocatori celebri
- Aníbal Carvallo
- Mauricio Cataldo
- Juan Luis Mora
- Roberto Órdenes
- Renato Ramos
- Oscar Espínola
- Fabián Benítez
- Ismael Espiga
- José Francisco González